# Thomas Gloning
Thomas Gloning (* 7. Januar 1960 in Rottweil am Neckar) ist ein deutscher Germanist.
Gloning studierte von 1980 bis 1986 Germanistik und Sportwissenschaft an der Universität Tübingen und arbeitete anschließend in dem DFG-Projekt Entstehung und Entwicklung der Zeitungssprache im 16. und 17. Jahrhundert der Universität Tübingen. Von 1992 bis 1993 war er wissenschaftlicher Mitarbeiter am Institut für deutsche Sprache und mittelalterliche Literatur der Universität Gießen. Er wurde 1994 an der Universität Tübingen mit einer Arbeit zur handlungstheoretischen Semantik promoviert. Danach war er von 1994 bis 1999 wissenschaftlicher Assistent am Institut für deutsche Sprache und mittelalterliche Literatur in Gießen. Er habilitierte sich an der Universität Gießen mit dem Thema Organisation und Entwicklung historischer Wortschätze. Lexikologische Konzeption und exemplarische Untersuchungen zum deutschen Wortschatz um 1600. Seine Habilitationsschrift wurde 2003 mit dem Preis der Justus-Liebig-Universität Gießen für das Jahr 2003 ausgezeichnet. Von 1999 bis 2006 war er Dozent in Marburg am Institut für Germanistische Sprachwissenschaft der Philipps-Universität.
Es folgten September 2006 eine Professur am Institut für Germanistik der Universität Wien und seine jetzige Beschäftigung als Professor am Institut für Germanistik der Universität Gießen. 
Seine Forschungsschwerpunkte sind Kerngebiete der Sprachwissenschaft mit der Sprachverwendung, dem Sprachgebrauch und der Kommunikationsanalyse: die Geschichte der Sprachverwendung mit Wortgebrauchs- und Wortschatzgeschichte. Des Weiteren Textorganisation, Textproduktion und Textoptimierung; Gesprächsanalyse; Wortgebrauch und Wortschatz; Untersuchungen zur sprachlichen Gestalt literarischer Texte des 20. und 21. Jahrhunderts; Sprachgeschichte und Sprachverwendungsgeschichte; Hypertext-Linguistik.
Er betreibt seit 2000 das Projekt Monumenta Germaniae Culinaria et Diaetetica, in dem ältere deutschsprachige Kochbücher und Ernährungslehren aus dem 14. bis 18. Jahrhundert digitalisiert werden. Darüber hinaus übernahm er von Otfrid-Reinald Ehrismann die Herausgabe des Sudetendeutsches Wörterbuchs (SdWb).
2019 wurde Gloning in die Berlin-Brandenburgische Akademie der Wissenschaften gewählt, 2021 in die Deutsche Akademie für Sprache und Dichtung.